# Dashanjiang
Dashanjiang (kinesiska: 大山江) är ett stadsdelsdistrikt i sydöstra Kina. Det ligger i Wuchuan i staden Zhanjiang i provinsen Guangdong, omkring 320 kilometer sydväst om provinshuvudstaden Guangzhou. Antalet invånare är 23 964. Befolkningen består av 11 184 kvinnor och 12 780 män. Barn under 15 år utgör 22,0 %, vuxna 15-64 år 70 %, och äldre över 65 år 7,0 %.